# Lespedeza pubescens
Lespedeza pubescens är en ärtväxtart som beskrevs av Bunzo Hayata. Lespedeza pubescens ingår i släktet Lespedeza och familjen ärtväxter. Inga underarter finns listade i Catalogue of Life.